# Malatrogia
Malatrogia là một chi bướm đêm thuộc họ Erebidae.